# Denis Xifandu
Denis Xifandu (1895 – Arad, 1957. április 16. előtt) román nemzetközi labdarúgó-játékvezető.

## Pályafutása

### Nemzeti játékvezetés
A játékvezetői vizsgát megszerezve gyorsan haladt előre. Sportvezetőinek javaslatára lett az I. Liga játékvezetője. Az aktív nemzeti játékvezetéstől 1938-ban vonult vissza.

### Nemzetközi játékvezetés
A Román labdarúgó-szövetség Játékvezető Bizottsága (JB) 1931-ben terjesztette fel nemzetközi játékvezetőnek, a Nemzetközi Labdarúgó-szövetség (FIFA) bíróinak keretébe. Több nemzetek közötti válogatott és klubmérkőzést vezetett. A román nemzetközi játékvezetők rangsorában, a világbajnokság-Európa-bajnokság sorrendjében többedmagával a 8. helyet foglalja el 3 találkozó szolgálatával. Az aktív nemzetközi játékvezetéstől 1938-ban búcsúzott. Válogatott mérkőzéseinek száma: 8.

#### Világbajnokság
A világbajnoki döntőhöz vezető úton Olaszországba a II., az 1934-es labdarúgó-világbajnokságra és Franciaországba a III., az 1938-as labdarúgó-világbajnokságra a FIFA JB bíróként alkalmazta.

##### 1934-es labdarúgó-világbajnokság
| Időpont           | Helyszín                      | Mérkőzés típusa           | Mérkőzés                    | Eredmény | Nézők száma |
| ----------------- | ----------------------------- | ------------------------- | --------------------------- | -------- | ----------- |
| 1933. október 15. | Legia Stadion, Varsó          | előselejtező (5. csoport) | Lengyelország–Csehszlovákia | 1 : 2    | 18 000      |
| 1934. március 25. | Atletik Slava Stadion, Szófia | előselejtező (4. csoport) | Bulgária–Magyarország       | 1 : 4    | 10 000      |

##### 1938-as labdarúgó-világbajnokság
| Időpont           | Helyszín                          | Mérkőzés típusa           | Mérkőzés                 | Eredmény | Nézők száma |
| ----------------- | --------------------------------- | ------------------------- | ------------------------ | -------- | ----------- |
| 1938. március 25. | Hungária körúti Stadion, Budapest | előselejtező (6. csoport) | Magyarország–Görögország | 11 : 1   | 14 000      |

## Külső hivatkozások
- Denis Xifandu. World Referee. [2012. szeptember 21-i dátummal az eredetiből archiválva]. (Hozzáférés: 2012. augusztus 18.)
- Denis Xifandu. footballzz.com. (Hozzáférés: 2012. augusztus 18.)
- Denis Xifandu. scoreshelf.com. [2015. április 4-i dátummal az eredetiből archiválva]. (Hozzáférés: 2012. augusztus 18.)
- Denis Xifandu. eu-football.info. (Hozzáférés: 2012. augusztus 18.)